# Landgericht Schneidemühl
Das Landgericht Schneidemühl war von 1879 bis 1945 ein preußisches Landgericht mit Sitz in Schneidemühl.

## Vorgeschichte

### Landvogteigericht Schneidemühl
Mit der ersten Teilung Polens im Jahre 1772 kamen Schneidemühl und der Netzedistrikt von Polen an Preußen. Am 25. April 1772 wurde mit königlicher Order das Landes-Justizkollegium als Zentral-Gerichtsbehörde gebildet. Zunächst leitete es der Königsberger Hofgerichtspräsident Graf Finck von Finckenstein, dann der Geheime Ober-Finanz und Domänenrat Franz Balthasar Schönberg von Brenckenhoff. Darunter wurden als Mittelgerichte Landvogteigerichte eingerichtet. Für die Kreise Kamin (Flatow) und Deutsch Krone war ein Landvogteigericht in Jastrow vorgesehen. Der König lehnte dies jedoch ab und wies eine Verlegung des Gerichts nach Schneidemühl an. Ab 1775 bestand daher das Landvogteigericht Schneidemühl. Übergeordnetes Gericht war das Hofgericht Bromberg. Nachgeordnet waren die Stadtgerichte und die Kreisämter Filehne, Neuhof (Kreis Deutsch Krone), Deutsch Krone, Märkisch Friedland, Kamin, Krojanke, Margonin und Czarnikau sowie die Patrimonialgerichte dieser Gebiete. Das Gericht war mit drei Richtern besetzt.

### Kreisjustizkommission Schneidemühl
Mit der neuen Justizverfassung vom 1. Juni 1782 wurden die Landvogteigerichte aufgehoben. Neues Mittelgericht war nun die Kreisjustizkommission Schneidemühl. Dies Kreisjustizkommission war Aufsichtsbehörde und in manchen Fällen zweitinstanzliches Gericht über den Stadt- und Patrimonialgerichten im Kreis Deutsch Krone. Erster Leiter war Justizdirektor Salomon.

### Landgericht Schneidemühl (1818 bis 1835)
Im Jahre 1818 wurde das Landgericht Schneidemühl eingerichtet, dem Friedensgerichte in Chodziesen, Filehne, Lobsens, Nakel, Schneidemühl und Schönlanke zugeordnet waren. Es war Mittelinstanz zwischen den Friedensgerichten und dem Oberappellationsgericht Posen.

### Land- und Stadtgericht Schneidemühl (1835 bis 1849)
Mit Verordnung vom 6. Juni 1834 wurden die sieben großen Landgerichte der Provinz Posen aufgelöst und für jeden Kreis ein Land- und Stadtgericht gebildet. Der bisherige Landgerichtsbezirk wurde so in die drei Bezirke der Land- und Stadtgerichte Lobsens (Kreis Wirsitz), Schneidemühl (Kreis Chodziesen) und Schönlanke (Kreis Czarnikau) verteilt.

### Kreisgericht Schneidemühl
Im Jahre 1849 wurde die Gerichtsorganisation in Preußen erneut geändert. Nun wurden Kreisgerichte in Zivilsachen und Schwurgerichte in Strafsachen eingeführt. Entsprechend wurden ein Kreisgericht Schneidemühl sowie ein Schwurgericht eingerichtet, das auch für die Kreisgerichte in Lobsens und Schönlanke, also für den ganzen Sprengel des 1834/35 aufgelösten Landgerichts, zuständig wurde. Diese Gerichte blieben bis zum Inkrafttreten der Reichsjustizgesetze ohne wesentliche Veränderung in Funktion.

## Das Landgericht ab 1879
Der Gerichtsbezirk umfasste den bisherigen Schwurgerichtsbezirk und den bisherigen Bezirk des zur Provinz Westpreußen gehörende Kreisgericht Deutsch Krone, bzw. die Kreise Czarnikau, Kolmar i.Posen, Deutsch-Krone und Wirsitz. Das Gericht war mit einem Präsidenten, zwei Direktoren und acht Richtern besetzt. Das Landgericht war dem Oberlandesgericht Posen nachgeordnet. Ihm selbst waren folgende 13 Amtsgerichte nachgeordnet:
| Amtsgericht                    | Sitz               | Anmerkung                  |
| ------------------------------ | ------------------ | -------------------------- |
| Amtsgericht Czarnikau          | Czarnikau          | 1919/20 an Polen           |
| Amtsgericht Deutsch Krone      | Deutsch Krone      |                            |
| Amtsgericht Filehne            | Filehne            | 1919/20 teilweise an Polen |
| Amtsgericht Märkisch Friedland | Märkisch Friedland |                            |
| Amtsgericht Jastrow            | Jastrow            |                            |
| Amtsgericht Kolmar i.P.        | Kolmar i. Posen    | 1919/20 an Polen           |
| Amtsgericht Lobsens            | Lobsens            | 1919/20 an Polen           |
| Amtsgericht Margonin           | Margonin           | 1919/20 an Polen           |
| Amtsgericht Nakel              | Nakel an der Netze | 1919/20 an Polen           |
| Amtsgericht Schloppe           | Schloppe           |                            |
| Amtsgericht Schneidemühl       | Schneidemühl       | 1919/20 teilweise an Polen |
| Amtsgericht Schönlanke         | Schönlanke         | 1919/20 teilweise an Polen |
| Amtsgericht Wirsitz            | Wirsitz            | 1920 an Polen              |

Im Jahre 1919 kam der Oberlandesgerichtsbezirk Posen großteils an Polen. Die dem Deutschen Reich (teilweise) verbliebenen Landgerichte Meseritz und Schneidemühl wurden dem Oberlandesgericht Marienwerder zugeschlagen. Das Landgericht Schneidemühl verlor sechs seiner Amtsgerichte ganz und drei teilweise. Einen teilweisen Ersatz dafür bot die Zuordnung der deutsch gebliebenen Teile des Landgerichts Konitz (Amtsgerichte Baldenburg, Flatow, Preußisch Friedland, Hammerstein und Schlochau).
Im Rahmen der Aufhebung des Oberlandesgerichts Marienwerder wurde das Landgericht Schneidemühl zum 1. Januar 1943 dem Oberlandesgericht Stettin nachgeordnet. Der Gerichtsbezirk umfasste nun den Stadtkreis Schneidemühl, die Landkreise Deutsch Krone, Flatow, den Netzekreis und einen Teil des Landkreises Schlochau. Nachgeordnete Amtsgerichte waren nun:
| Amtsgericht                     | Sitz                |
| ------------------------------- | ------------------- |
| Amtsgericht Schneidemühl        | Schneidemühl        |
| Amtsgericht Deutsch Krone       | Deutsch Krone       |
| Amtsgericht Flatow              | Flatow              |
| Amtsgericht Schönlanke          | Schönlanke          |
| Amtsgericht Schlochau           | Schlochau           |
| Amtsgericht Baldenburg          | Baldenburg          |
| Amtsgericht Hammerstein         | Hammerstein         |
| Amtsgericht Jastrow             | Jastrow             |
| Amtsgericht Märkisch Friedland  | Märkisch Friedland  |
| Amtsgericht Preußisch Friedland | Preußisch Friedland |
| Amtsgericht Schloppe            | Schloppe            |

Mit der Besetzung der Stadt durch sowjetische Truppen endete 1944 die Geschichte des Landgerichts Schneidemühl.

## Landesarbeitsgericht Schneidemühl
Gemäß Arbeitsgerichtsgesetz vom 23. Dezember 1926 wurden in Deutschland Arbeitsgerichte gebildet. Diese waren nur in der ersten Instanz unabhängig, die Landesarbeitsgerichte waren den Landgerichten zugeordnet. Am Landgericht Schneidemühl entstand so 1927 das Landesarbeitsgericht Schneidemühl als eines von zwei Landesarbeitsgerichten im Bezirk des Oberlandesgerichts Marienwerder. Dem Landesarbeitsgericht Schneidemühl waren folgende Arbeitsgerichte zugeteilt: Arbeitsgericht Deutsch Krone, Arbeitsgericht Flatow, Arbeitsgericht Meseritz, Arbeitsgericht Schlochau und Arbeitsgericht Schneidemühl.
Nach der Besetzung Deutschlands durch die Alliierten 1945 endete auch die Arbeit des Landesarbeitsgerichts Schneidemühl.

## Gerichtsgebäude
Im Jahre 1825 wurde ein erstes Gerichtsgebäude errichtet. Im Deutschen Kaiserreich erfolgten umfangreiche Erweiterungen. Das Gebäude wurde im Zweiten Weltkrieg zerstört.

## Richter

### Landgerichtspräsidenten
- Kupffender, 1879 bis 1880
- Busso von Bismarck, 1880 bis 1883
- von Ledeburg ab 1883
- Schellbach
- Lindner
- Steinbart, bis 1944

### Andere Richter
- Emil Herzberg, Kreisgerichtsdirektor
- Grünert, Landgerichtsdirektor
- Schlegel, Landgerichtsrat